# Нисканен, Тойво
Тойво Нисканен (англ. Toivo Niskanen; 3 июня 1887, Гельсингфорс, Великое княжество Финляндское — 25 декабря 1961, Хельсинки, Финляндия) — считается первым финским артистом классического балета, хореограф.

## Биография
Родился 3 июня 1887 года в Гельсингфорсе, в Великом княжестве Финляндском.
Первые уроки классического балета получил в Хельсинки у преподавательницы немецкого происхождения Элисабет Литтсонин (Elisabeth Littsonin) и вскоре с другой ученицей Хилмой Лииман (Hilma Liiman) образовали дуэт.
В 1908 году отказывается от обучения эстетики и литературоведения в Хельсинкском университете и направляется в Санкт-Петербург для обучению балету. В Мариинском театре его преподавателем стал известный сочинитель хара́ктерного танца Александр Ширяев. В Санкт-Петербурге Нисканен углублённо изучает технику русского балета, а также методы ритмики Далькроза.
В 1911 году в Хельсинки состоялся его первый концерт параллельно с другой финской балериной Мэгги Грипенберг.
В 1917 году совместно с Маргарет Лилиус Нисканен представил финской публике выступление pas de deux.
С 1922 по 1924 годы занимался в Париже в Les Ballets Suédois, а с 1924 по 1925 годы в театрах Чикаго. Позже Нисканен играет ведущую роль в качестве хореографа во многих финских театрах. Он также преподавал классический балет и хара́ктерный танц в своей школе танцев.
Во многом благодаря Нисканену финская публика познакомилась с танго: первый мастер-класс был дан танцором и его партнёршей Эльзой Нюстрём (Elsa Nyström) в течение двух дней со 2 ноября 1913 года в кинотеатре Apollo в Хельсинки. Позднее танцор открыл свою школу на Катаянокка.
Скончался 25 декабря 1961 года в Хельсинки.